# Pleistarchos (König)
Pleistarchos (altgriechisch Πλείσταρχος Pleístarchos; † 458 v. Chr.), der Sohn des Leonidas I. und der Gorgo war ein antiker spartanischer König aus dem Haus der Agiaden.
Als 480 v. Chr. sein Vater in der Schlacht bei den Thermopylen im Kampf mit den Persern fiel, war er noch ein Kind. Deshalb übernahm zunächst sein Onkel Kleombrotos die Regentschaft. Da Kleombrotos kurze Zeit später starb, wurde sein Cousin Pausanias sein Vormund. Dieser führte auch die Spartaner in die Schlacht von Plataiai. Wann Pleistarchos die Königsherrschaft antrat, ist nicht genau bekannt. Es wird angenommen, dass dies spätestens mit dem Tod von Pausanias 467 v. Chr. geschah, vermutlich jedoch schon um 477 v. Chr. Er muss 458 v. Chr. ohne männliche Nachkommen gestorben sein, da in diesem Jahr Pausanias’ Sohn Pleistoanax König wurde.